# Stefan Rassalski

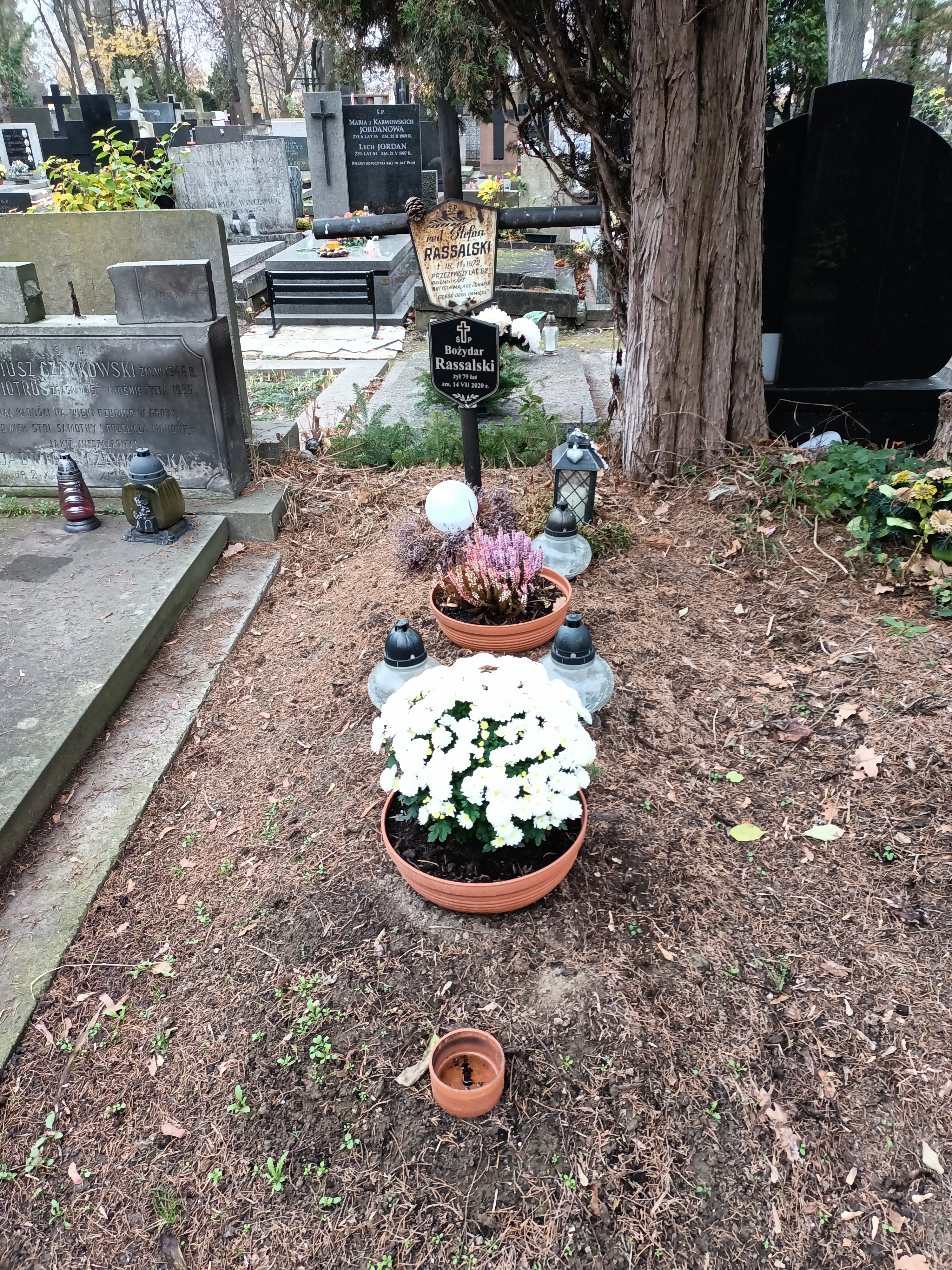
Grób Stefana Rassalskiego na cmentarzu Powązkowskim

Stefan Rassalski, ps. „Ster” (ur. 26 grudnia 1910 w Symonowie, zm. 17 listopada 1972 w Warszawie) – polski fotograf, grafik, malarz, poeta, dziennikarz, żołnierz Armii Krajowej, autor licznych fotografii i artykułów poświęconych zniszczeniom wojennym Warszawy i powojennej odbudowie miasta.

## Życiorys
Stefan Rassalski urodził się 26 grudnia 1910 r. w Symonowie na Wołyniu, jako syn Romualda, kierownika gorzelni w tamtejszym majątku i Zofii z Siekierzyńskich. Jego ojciec po 1918 r. pracował jako państwowy buchalter i nadleśniczy w okolicach Równego i Kiwerców, co wiązało się z licznymi przeniesieniami służbowymi. Z tego powodu Stefan uczęszczał do wielu różnych szkół średnich na Wołyniu, a maturę zdał eksternistycznie w gimnazjum w Równem. Następnie w latach 1928–1933 uczęszczał do Wolnej Wszechnicy Malarstwa i Rysunku w Lublinie, prowadzonej przez Janinę Miłosiową. Zajął się wówczas drzeworytem – z tego okresu pochodzą jego najwcześniejsze prace. Pozostawał wtedy pod silnym wpływem Tadeusza Kulisiewicza, Władysława Skoczylasa i twórczości ludowej. W 1933 r. był współzałożycielem lubelskiego Związku Malarzy „Krąg”, skupiającego absolwentów Wszechnicy, którego celem miało być „szerzenie kultury malarskiej na Kresach Wschodnich”. W tym samym roku uzyskał dyplom na warszawskiej Akademii Sztuk Pięknych. Studiował również historię sztuki na Uniwersytecie Warszawskim (1933-1936). Jego prace były wystawiane na kolejnych wystawach z cyklu „Salon Lubelski” (1934-1936), a także w Warszawie – na I Salonie Zimowym Instytutu Propagandy Sztuki (1935) oraz na Wystawie malarstwa, grafiki i rzeźby, prezentowanej w Resursie Obywatelskiej w 1937 r.
Stefan Rassalski w 1936 r. zamieszkał w Warszawie, gdzie jako dziennikarz i reporter współpracował z „Kurierem Polskim”, „Kurierem Porannym”, „Czcią pracy” i „Zwierciadłem”. Wykonywał wówczas także ilustracje do powieści i pism młodzieżowych. Silny wpływ wywarła na nim znajomość z Jerzym Hulewiczem, któremu podczas okupacji poświęcił nieopublikowaną pracę.
Stefan Rassalski we wrześniu 1939 r. wziął ślub z Lucyną Janiną Wolfke (1918-1944), córką wybitnego fizyka, prof. Mieczysława Wolfkego, wykładającego na Politechnice Warszawskiej. Podczas wojny działał w konspiracji pod pseudonimem „Ster”. Współorganizował tajne laboratorium fotograficzne w podziemiach Wydziału Fizyki Politechniki Warszawskiej, powstałe z inicjatywy prof. Wolfkego. Wykonywał tam mikrofilmy opracowań teoretycznych polskich naukowców, aby można je było łatwiej ukryć przed Niemcami. Pracował też przy wyrabianiu fałszywych dokumentów tożsamości na potrzeby konspiracji. Wraz z innymi pracownikami – inż. Zbigniewem Toniszewskim i oficerem Armii Ludowej Janem Makulskim wykonywał za pomocą teleobiektywów dokumentację niemieckich zbrodni na ulicach Warszawy i portrety gestapowców na potrzeby podziemia. W działalność tej konspiracyjnej pracowni była również zaangażowana jego żona Lucyna, która odpowiadała za zaopatrzenie, archiwum i ewidencję. Stefan Rassalski prowadził też tajne komplety z rysunku odręcznego i perspektywy wykreślnej na Politechnice oraz z technik drukarskich i graficznych w tajnej Szkole Dziennikarstwa. Mieszkał wówczas w Domu Profesorów Politechniki przy ul. Koszykowej 75. Podczas okupacji urodził mu się syn Bożydar (1941-2020), późniejszy dziennikarz „Sztandaru Młodych” i Programu III Polskiego Radia. Stefan Rassalski należał też do Wojskowej Służby Ochrony Powstania, powołanej w 1941 r. konspiracyjnej organizacji pomocniczej, przygotowywanej na wypadek powszechnego powstania przeciwko okupantowi. Na krótko przed wybuchem powstania warszawskiego, 29 maja 1944 r. zmarła jego żona Lucyna na skutek komplikacji po operacji wyrostka robaczkowego.
Podczas powstania warszawskiego Stefan Rassalski przebywał w rejonie Politechniki, gdzie o godzinie W wykonał pierwsze zdjęcie, przedstawiające zbiórkę grupy powstańców z kilku niekompletnych oddziałów w ogrodach uczelni. W czasie walk pełnił służbę dowódcy plutonu WSOP. Jednocześnie fotografował sceny z powstania, głównie zniszczenia budynków i codzienne życie powstańców. Posługiwał się wówczas aparatem Vito I marki Voigtlander. Po wycofaniu się powstańców z Politechniki przeniósł się na ul. Noakowskiego 12. Pracę fotografa utrudniał brak wody, niezbędnej do wywoływania zdjęć, szczególnie po utracie terenu Politechniki. Jak sam wspominał, negatywy wywoływał w wywoływaczu o kolorze mocnej kawy, zaś utrwalał w „mokrym błocie”, jednak po 25 latach negatywy był zadziwiająco dobrej jakości. Niestety większość wykonanych zdjęć uległa zniszczeniu lub zagubieniu, ponieważ wszyscy reporterzy musieli oddawać negatywy władzom Biura Informacji i Propagandy. Choć Stefan Rassalski uzyskał zgodę na zatrzymanie po jednej odbitce każdej klatki negatywu, i one uległy zniszczeniu od zamoczenia i uszkodzeń mechanicznych. Do chwili obecnej przetrwało zaledwie 200 zdjęć wykonanych w powstaniu, które autor wyniósł w lasce, opuszczając miasto z ludnością cywilną po kapitulacji. Z obozu przejściowego w Pruszkowie został zwolniony jako niezdolny do pracy i jedyny opiekun swego syna. Wraz z nim trafił do Poronina, gdzie doczekali wyzwolenia w styczniu 1945 r. Do Warszawy powrócili w marcu 1945 r.
Po wojnie Stefan Rassalski zatrudnił się w nowo powstałym Biurze Odbudowy Stolicy, gdzie prowadził pracownię dokumentacyjno-fotograficzną. Współorganizował tygodnik „Stolica”, powstały w listopadzie 1946 r. z przekształcenia „Skarpy Warszawskiej”, i był jego pierwszym sekretarzem redakcji. Swoje fotografie sygnował imieniem i nazwiskiem lub dawnym konspiracyjnym pseudonimem „Ster”, niekiedy publikował też jako BOS lub NROW (Naczelna Rada Odbudowy Warszawy). Związał się wówczas z Joanną Czyżewską, sekretarką techniczną w redakcji „Stolicy”, z którą mieszkał przy ul. Mazowieckiej i która często towarzyszyła mu w fotograficznych plenerach. Jego syn Bożydar przebywał wówczas u dziadków w Rembertowie.
Był też później członkiem redakcji „Nowin Literackich” i współpracownikiem „Tygodnika Kulturalnego”. Oprócz fotografii i grafiki zajmował się również malarstwem, poezją i publicystyką kulturalną. Należał do Stowarzyszenia Dziennikarzy Polskich, Sekcji Grafiki ZPAP, Komisji Kultury ZBoWiD oraz Komisji Kultury Dzielnicowej Rady Narodowej Warszawa-Śródmieście. Nigdy nie wstąpił do PZPR, uniknął represji z powodu swojej wojennej działalności konspiracyjnej. Za swoją twórczość otrzymał nagrodę ministra kultury i sztuki (1968), a swe prace wystawił na dwóch indywidualnych wystawach: w Galerii MDM (1964) i w Domu Artysty Plastyka (1970). Oprócz tego uczestniczył w innych wystawach krajowych i zagranicznych:
- I Salon Warszawskiego ZPAP (1947)
- Wystawa grupy „Warszawa” (1948)
- I-VIII Wystawy Okręgowe Warszawskiego ZPAP
- I Ogólnopolska Wystawa Grafiki Artystycznej i Rysunku w XV-lecie PRL (1961)
- V i VI Ogólnopolska Wystawa Plastyki w Radomiu (1966, 1967)
- I i II Festiwal Sztuk Pięknych (1966, 1968)

Większość twórczości fotograficznej Stefana Rassalskiego przypada na lata 1945–1953, później fotografował tylko okazjonalnie, poświęcając się innym dziedzinom twórczości, takim jak grafika czy malarstwo. Stefan Rassalski zmarł po długiej chorobie 17 listopada 1972 r. w Warszawie. Został pochowany na Starych Powązkach (kwatera 149-3-16).
Jego prace znajdują się w warszawskim Muzeum Narodowym, Muzeum Wojska Polskiego, Muzeum Powstania Warszawskiego i Narodowym Archiwum Cyfrowym, jak również w Bibliotece Jagiellońskiej w Krakowie, Muzeum Okręgowym w Rzeszowie i Ossolineum we Wrocławiu.